# Ryegate (Montana)
Pour les articles homonymes, voir Ryegate.
La ville de Ryegate est le siège du comté de Golden Valley, situé dans le Montana, aux États-Unis. Sa population s’élevait à 245 habitants lors du recensement de 2010.